# Tillandsia subconcolor
Tillandsia subconcolor är en gräsväxtart som beskrevs av Lyman Bradford Smith. Tillandsia subconcolor ingår i släktet Tillandsia och familjen Bromeliaceae. Inga underarter finns listade i Catalogue of Life.